# South Orange

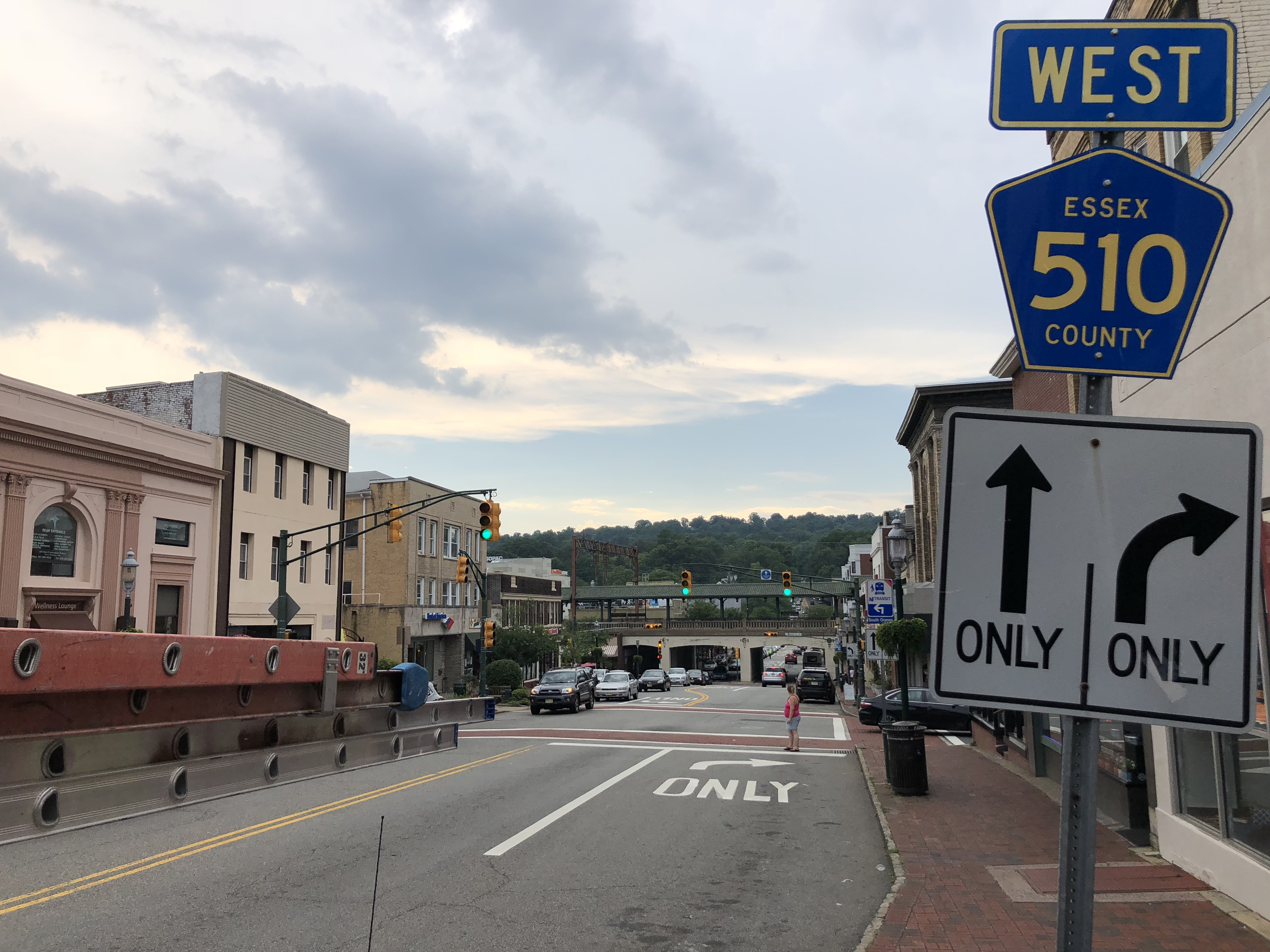
South Orange Avenue (Essex County Route 510)

South Orange är ett samhälle beläget i Essex County i delstaten New Jersey i USA.  År 2000 hade South Orange ett invånarantal på 16 964 invånare.
South Orange är säte för Seton Hall University.